# عظاءة المحيط الشاستية
عظاءة المحيط الشاستية (الاسم العلمي:†Thalattosaurus shastensis ) هي نوع من الزواحف تتبع جنس عظاءة المحيط من فصيلة العظايا المحيطية.